# Ekonomisk geografi
Ekonomisk geografi är studiet av ekonomiska aktiviteter kopplade till lokalisering, distribution och rumslig organisation. Ekonomisk geografi behandlar bland annat ekonomiska, rumsliga och sociala perspektiv på näringslivsomvandling, arbetslivsförändring och regional utveckling. Detta sker bland annat genom studier av transporter, jordbruk och industrilokalisering.

## Ekonomiskgeografiska studiefält
Ekonomisk geografi avser studiet av de bakomliggande strukturer som styr ekonomins geografiska organisering. Dessa strukturer är många och varierar i tid och rum. Bland dessa strukturer kan särskilt följande faktorer sägas ha inverkan: branschstruktur, marknadsstruktur, formella och informella institutioner, historisk utveckling och inte minst teknologisk utveckling. Nyligen[när?] har den ekonomiska geografin allt mer kretsat kring diskussionen av den geografiska koncentrationen av aktiviteter. Exempel på detta är regionala och nationella specialiseringar inom vissa specifika branscher, som bland annat Silicon Valley inom IT och Uppsala inom bioteknik. Samtidigt pågår en spridning av ekonomiska aktiviteter genom ökade flöden av information, varor och tjänster över stora geografiska områden. Dessa processer är båda en följd av globaliseringen − den förändrade ekonomiska geografin i världen. 
Globaliseringen förändrar den geografiska organisationen av produktion, företagande, institutioner, marknader osv. Detta skapar i sin tur förändrade förhållanden för samhällen och människor. Den förändrade ekonomiska geografin får till följd att exempelvis tidigare existerande maktstrukturer, rika och fattiga länder, förändras. En viktig problemställning blir därför att utreda hur samhällen förhåller sig till de pågående förändringarna. 
Regioner, särskilt storstadsregioner, har en nyckelfunktion för utvecklingen av konkurrenskraftiga ekonomier och därmed samhälleliga välfärdssystem. En viktig problemställning för den ekonomiska geografin är därför studiet av den urbana och regionala ekonomins organisation. Vanliga studiefält är industriella agglomerationer, arbetskraftens rörlighet, informationsflöden och innovationssystem. 
Ekonomisk geografi har beröringspunkter med andra akademiska fält, exempelvis internationell ekonomi, nationalekonomi, ekonomisk sociologi och urbana studier.